# Чаваррия, Пеп
Пеп Чаваррия (исп. Pep Chavarría; род. 10 апреля 1998, Фигерес) — испанский футболист, защитник клуба «Райо Вальекано».

## Клубная карьера
Чаваррия — воспитанник каталонского клуба «Фигерас». 10 сентября 2016 года в матче против «Пералада» он дебютировал в четвёртом дивизионе Испании.
В июле 2018 года, Чаваррия стал игроком клуба «Олот». 2 сентября 2018 года в матче против «Пералада» Пеп дебютировал за клуб. 10 ноября в матче против «Вильярреала B» Чаваррия забил первый гол за «Олот».
25 августа 2020 года перешёл в клуб «Реал Сарагоса», подписав четырёхлетний контракт. 26 сентября во встрече против «Лас-Пальмас» дебютировал в Сегунде. 19 декабря в матче против «Луго» Чаваррия забил дебютный гол за новый клуб.
В августе 2022 года, защитник стал игроком мадридского «Райо Вальекано». 4 сентября в матче против «Осасуны» Пеп дебютировал в испанской Ла Лиге.